# Ausgleichssport
Der Begriff Ausgleichssport oder Ergänzungstraining fasst sämtliche Sportarten zusammen, die mit der jeweiligen Sportart nicht verwandt sind. Ist der Sport zur mentalen Entspannung gewählt, so handelt es sich auch um Ausgleichssport. Gründe, einen Ausgleich zur jeweiligen Sportart zu wählen, sind individuell unterschiedlich. Die Wahl der Sportart hängt zudem von weiteren Faktoren, wie beispielsweise Persönlichkeit, Geld, Technik, Spaßfaktor, bestehende Gesundheitsprobleme und Flexibilität ab.

## Gründe für Ausgleichssport
Die Wahl eines dauerhaften Ausgleichssports kann aus verschiedenen Zielsetzungen erfolgen. So können durch die geeignete Wahl eines Alternativtrainings, die Schnelligkeit, Anaerobe Ausdauer, Koordination oder Kraft verbessert werden. Andererseits kann die Wahl auch zum Ausgleich des Alltags oder zum mentalen Ausgleich bei Individualsportarten erfolgen.

## Beispiele für Ausgleichssport
- Schwimmen
- Radfahren
- Laufen
- Inlineskating
- Nordic Walking
- Skilanglauf
- Mannschafts- und Ballsport
- Aerobic
- Aquajogging
- Indoorcycling
- Rudern
- Eislaufen